# ВЕС Öganfägnaden
ВЕС Öganfägnaden — наземна вітрова електростанція у Швеції. Знаходиться у центральній частині країни на межі ленів Вестерноррланд та Ємтланд.
Майданчик для станції обрали за два десятки кілометрів на захід від Ramsele. Разом з  ВЕС Бйоркгейден та ВЕС Mörttjärnberget входить до проекту компанії Statkraft по спорудженню семи вітрових станцій із 360 турбінами, з яких 33 призначені для Öganfägnaden. Остання введена в експлуатацію у 2014 році із агрегатами німецької компанії Siemens типу SWT-3.0-113 із одиничною потужністю 3 МВт. Довжина однієї лопаті турбіни становить 55 метрів, діаметр ротора 113 метрів.
Для видачі продукції вітрових електростанцій у 2014 році прокладено ЛЕП напругою 130 кВ Storfinnforsen — Ögonfägnaden — Isbillstjärn.